# Revolusongs
Albums de Sepultura
Under a Pale Grey Sky
(2002) Roorback
(2003)
Revolusongs est le quatrième EP du groupe de thrash metal brésilien Sepultura, sorti en 2003 sous le label SPV Records. Le disque n'est sorti qu'au Brésil et au Japon.
Cet EP comprend huit reprises, dont une sortie en tant que single de l'album Roorback : Bullet the Blue Sky. Il a reçu des critiques globalement positives, mais en raison de sa distribution limitée, les ventes totales ne se montent qu'à 15 000 exemplaires.

## Musiciens et technique
- Derrick Green - chant
- Andreas Kisser - guitare
- Paulo Jr. - guitare basse
- Igor Cavalera - batterie, percussions

## Liste des titres
| No | Titre                                                      | Durée |
| -- | ---------------------------------------------------------- | ----- |
| 1. | Messiah (reprise de Hellhammer)                            | 3:27  |
| 2. | Angel (reprise de Massive Attack)                          | 5:13  |
| 3. | Black Steel in the Hour of Chaos (reprise de Public Enemy) | 4:02  |
| 4. | Mongoloid (reprise de Devo)                                | 2:35  |
| 5. | Mountain Song (reprise de Jane's Addiction)                | 3:28  |
| 6. | Bullet the Blue Sky (reprise de U2)                        | 4:34  |
| 7. | Piranha (reprise d'Exodus)                                 | 3:39  |
| 8. | Enter Sandman/Fight Fire With Fire (reprises de Metallica) | 1:10  |
| 9. | Bullet the Blue Sky (vidéo)                                | 4:34  |